# コンドラチイ・ルイレーエフ

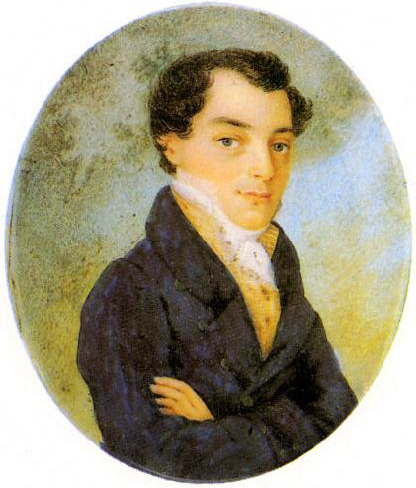
コンドラチイ・ルイレーエフ

コンドラチイ・フョードロヴィッチ・ルイレーエフ（ロシア語: Кондра́тий Фёдорович Рыле́ев、Kondratii Fyodorovich Ryleyev、1795年9月29日（ユリウス暦9月18日） - 1826年7月25日（ユリウス暦7月13日））は、帝政ロシアの詩人、革命家。いわゆるデカブリスト（十二月党）の指導者で、デカブリストの乱の首謀者の一人として処刑された。

## 生涯
1795年9月29日（ユリウス暦9月18日）、サンクトペテルブルク郊外のガッチナに近いバトヴォ（Batovo）に小規模な土地を所有する貴族の家系に生まれた。1801年サンクトペテルブルクの陸軍幼年学校、士官学校（第一軍事学校）に学ぶ。1814年学業を終え、1812年ロシア戦役に従軍した。1818年に軍を退役し、1821年サンクトペテルブルク刑事裁判所判事補を経て、1824年以降露米会社に勤務する。
この間、1820年に風刺頌（しょう、英語版では、オードOde）「ミニオンに」To Minionを執筆する。この作品は皇帝アレクサンドル1世の寵臣で国政を壟断していたアレクセイ・アラクチェーエフを明らかに風刺したものであった。翌1821年ルイレーエフは、当時、ペテルブルクでは最も著名な文学者の集まりである「自由ロシア文学愛好家協会」（露: Вольное общество любителей российской словесности）に入会した。
その他、文学上の事業、事跡としては1823年から1825年にかけて、アレクサンドル・アレクサンドロヴィッチ・ベストゥージェフとともに、年鑑「北極星」（露: Полярнаязвезда）を出版したことがあげられる。
1823年青年将校らの秘密結社「北方結社」に入会する。本来、北方結社は、穏健な立憲制導入を目指していたが、ルイレーエフ、ベストゥージェフらは、共和制を志向し、北方結社は急進化していった。
1825年12月27日（ユリウス暦12月14日）夜、皇帝弑逆の容疑で逮捕された。反乱失敗後、軍事法廷でパーヴェル・ペステリ、ピョートル・カホフスキー、セルゲイ・ムラヴィヨフ＝アポストル、ミハイル・ベストゥージェフ＝リューミンそしてルイレーエフの5人は反乱の首謀者と見なされ、四つ裂き刑を宣告されたが、後に絞首刑に変更された。1826年7月25日にペトロパヴロフスク要塞で刑が執行され、遺体は、ペテルブルク、コロデイ島に秘密裏に葬られた。